# Here Today, Gone Tomorrow (canción de Ramones)
«Here Today, Gone Tomorrow» es una de las canciones más emotivas del grupo de punk rock The Ramones. Aparece en el álbum Rocket to Russia de 1977, una versión en directo fue incluida en el álbum en directo It's Alive de 1979. Además aparece en varios álbumes recopilatorios

## Descripción
«Here Today, Gone Tomorrow» demuestra que los Ramones también eran capaces de escribir baladas de bajo perfil por más que estas rompan con su reconocido estilo rápido y fuerte sin embargo lograron mantener la base punk sin utilizar la velocidad y el poder de siempre. Una de sus mejores entradas en este subgénero es "Here Today, Gone Tomorrow", una balada triste que obtiene un poder de enfoque minimalista. La letra presenta a un narrador masculino que describe en primera persona de manera franca la ruptura en una relación: "todavía te quiero, pero no puedo con esto / Ha llegado el momento de separarnos / Alguien tenía que pagar el precio". Esta sensación de ruptura y dolor se ve reforzada por la triste melodía, que alterna los versos. Durante las interpretaciones en directo la canción tomaba más fuerza pero no perdía las cuidadosas líneas de guitarra de Johnny Ramone y el aporte lírico de Joey.